# 469 (số)
469 (bốn trăm sáu mươi chín) là một số tự nhiên ngay sau 468 và ngay trước 470.